# العلاقات البوليفية الليبيرية
العلاقات البوليفية الليبيرية هي العلاقات الثنائية التي تجمع بين بوليفيا وليبيريا.

## مقارنة بين البلدين
هذه مقارنة عامة ومرجعية للدولتين:
| وجه المقارنة                                              | بوليفيا                                          | ليبيريا      |
| --------------------------------------------------------- | ------------------------------------------------ | ------------ |
| المساحة (كم2)                                             | 1.10 مليون                                       | 111.37 ألف   |
| عدد السكان (نسمة)                                         | 11.05 مليون                                      | 4.73 مليون   |
| الكثافة السكانية (ن./كم²)                                 | 10.05                                            | 42.47        |
| العاصمة                                                   | سوكري، لاباز                                     | مونروفيا     |
| اللغة الرسمية                                             | اللغة الإسبانية، اللغة الأيمرية، كتشوا، غوارانية | لغة إنجليزية |
| العملة                                                    | بوليفاريو بوليفي                                 | دولار ليبيري |
| الناتج المحلي الإجمالي (بليون دولار)                      | 37.51 مليار                                      | 2.16 مليار   |
| الناتج المحلي الإجمالي (تعادل القوة الشرائية) بليون دولار | 74.58 مليار                                      | 3.76 مليار   |
| الناتج المحلي الإجمالي الاسمي للفرد دولار أمريكي          | 3.08 ألف                                         | 455          |
| الناتج المحلي الإجمالي للفرد دولار أمريكي                 | 6.63 ألف                                         | 842          |
| مؤشر التنمية البشرية                                      | 0.662                                            | 0.430        |
| رمز المكالمات الدولي                                      | +591                                             | +231         |
| رمز الإنترنت                                              | .bo                                              | .lr          |
| المنطقة الزمنية                                           | 00                                               | 00           |

## منظمات دولية مشتركة
يشترك البلدان في عضوية مجموعة من المنظمات الدولية، منها:
| علم المنظمة | اسم المنظمة                        | تاريخ انضمام بوليفيا | تاريخ انضمام ليبيريا |
| ----------- | ---------------------------------- | -------------------- | -------------------- |
|             | الاتحاد البريدي العالمي            | ?                    | ?                    |
|             | مؤسسة التنمية الدولية              | 21 يونيو 1961        | 28 مارس 1962         |
|             | منظمة حظر الأسلحة الكيميائية       | ?                    | ?                    |
|             | الأمم المتحدة                      | 14 نوفمبر 1945       | 2 نوفمبر 1945        |
|             | وكالة ضمان الاستثمار متعدد الأطراف | 3 أكتوبر 1991        | 12 أبريل 2007        |
|             | منظمة الشرطة الجنائية الدولية      | ?                    | ?                    |
|             | مؤسسة التمويل الدولية              | 20 يوليو 1956        | 28 مارس 1962         |
|             | البنك الدولي للإنشاء والتعمير      | 27 ديسمبر 1945       | 28 مارس 1962         |
|             | الاتحاد الدولي للاتصالات           | 1 يونيو 1907         | 10 أكتوبر 1927       |
|             | يونسكو                             | 13 نوفمبر 1946       | 6 مارس 1947          |

## وصلات خارجية
- موقع وزارة الخارجية البوليفية
- موقع وزارة الخارجية الليبيرية